# Cầu Thanh Mã
Cầu Thanh Mã là cây cầu tại Đặc khu Hành chính Hồng Kông, Cộng hòa Nhân dân Trung Hoa. Cầu này hoàn thành ngày 17 tháng 4 năm 1997. Đây là cây cầu có nhịp lớn thứ 7 thế giới. Tên của cầu được đặt theo tên hai hòn đảo là Thanh Y và Mã Loan. Cầu này có cả đường sắt lẫn đường bộ. Nhịp chính của cầu dài 1.377 mét (4.518 ft) (dài hơn cầu Cổng Vàng ở San Francisco) và có chiều cao 206 mét (676 ft). Đây là nhịp cầu đường ray lớn nhất thế giới.